# Андреевка (Касторенский район)
Андре́евка — деревня в Касторенском районе Курской области России. Административный центр Андреевского сельсовета.

## География
Деревня находится в восточной части Курской области, в лесостепной зоне, в пределах юго-западной части Среднерусской возвышенности, на берегах ручья Рудка (приток Олыма), к востоку от железнодорожной ветки Ефремов — Валуйки, на расстоянии примерно 2 км (по прямой) к северо-северо-востоку (NNE) от посёлка городского типа Касторное, административного центра района. Абсолютная высота — 171 м над уровнем моря.
Климат
Климат характеризуется как умеренный, со среднегодовой температурой воздуха +5,1 °C и среднегодовым количеством осадков 547 мм.
Часовой пояс
Деревня Андреевка, как и вся Курская область, находится в часовой зоне МСК (московское время). Смещение применяемого времени относительно UTC составляет +3:00.

## Население
| 2002 | 2010 |
| ---- | ---- |
| 251  | ↘190 |

Гендерный состав
По данным Всероссийской переписи населения 2010 года, в гендерной структуре населения мужчины составляли 50,5 %, женщины — соответственно 49,5 %.
Национальный состав
Согласно результатам переписи 2002 года, в национальной структуре населения русские составляли 83 % из 251 чел.